# 2001-es MTV Movie Awards
A 2001-es MTV Movie Awards díjátadó ünnepségét 2001. június 2-án tartották a kaliforniai Shrine Auditorium-ban, a házigazda Jimmy Fallon és Kirsten Dunst volt. A műsort az MTV csatorna közvetítette.

## Díjazottak és jelöltek
A nyertesek a táblázat első sorában, félkövérrel vannak jelölve.
| Legjobb film | Leghumorosabb alakítás |
| --- | --- |
| - Gladiátor - Tigris és sárkány - Erin Brockovich – Zűrös természet - Hannibal - X-Men – A kívülállók | - Ben Stiller – Apádra ütök - Jim Carrey – Én és én meg az Irén - Tom Green – Cool túra - Martin Lawrence – Gagyi mami - Eddie Murphy – Bölcsek kövére 2. – A Klump család |
| Legjobb színész | Legjobb színésznő |
| - Tom Cruise – Mission: Impossible 2. - Russell Crowe – Gladiátor - Omar Epps – Nem adok kosarat! - Mel Gibson – A hazafi - Tom Hanks – Számkivetett | - Julia Roberts – Erin Brockovich – Zűrös természet - Aaliyah – Öld meg Rómeót! - Kate Hudson – Majdnem híres - Jennifer Lopez – A sejt - Julia Stiles – A szívem érted RAPes |
| Legjobb zenés jelenet | Legjobb gonosz |
| - "One Way or Another" – Sakáltanya - "Let's Get It On" – Pop, csajok satöbbi - "Man of Constant Sorrow" – Ó, testvér, merre visz az utad? - "I Wanna Rock" – Cool túra - "Tiny Dancer" – Majdnem híres                                                                                | - Jim Carrey – A Grincs - Kevin Bacon – Árnyék nélkül - Vincent D'Onofrio – A sejt - Anthony Hopkins – Hannibal - Joaquin Phoenix – Gladiátor |
| Legjobb csók | Legjobb harc |
| - Julia Stiles és Sean Patrick Thomas – Szívem érted RAPes - Jon Abrahams és Anna Faris – Horrorra akadva, avagy tudom, kit ettél tavaly nyárson - Ben Affleck és Gwyneth Paltrow – Szívörvény - Tom Hanks és Helen Hunt – Számkivetett - Anthony Hopkins és Julianne Moore – Hannibal | - Zhang Ziyi vs. a teljes bár – Tigris és sárkány - Drew Barrymore vs. támadók – Charlie angyalai - Russell Crowe vs. maszkos harcos és tigris – Gladiátor - Jet Li vs. támadók – Öld meg Rómeót! |
| Legjobb táncos jelenet | Legjobb duó |
| - "Heaven Must Be Missing an Angel" – Charlie angyalai - "I'm Sexy, I'm Cute" – Hajrá, csajok! - "Royal Ballet School" – Billy Elliot - "You Can Do It" – Szívem érted RAPes | - Drew Barrymore, Cameron Diaz és Lucy Liu – Charlie angyalai - Robert De Niro és Ben Stiller – Apádra ütök - George Clooney, John Turturro és Tim Blake Nelson – Ó, testvér, merre visz az utad? - Tom Hanks és Wilson, a labda – Számkivetett - Halle Berry, Hugh Jackman, James Marsden és Anna Paquin – X-Men – A kívülállók |
| Legjobb akciójelenet | Legjobb egysoros |
| - Mission: Impossible 2. - Tolvajtempó - Gladiátor - Számkivetett | - Apádra ütök - Majdnem híres - Gladiátor - Charlie angyalai - Erin Brockovich – Zűrös természet |
| Áttörő előadást nyújtó színész | Áttörő előadást nyújtó színésznő |
| - Sean Patrick Thomas – Szívem érted RAPes - Jack Black – Pop, csajok satöbbi - Patrick Fugit – Majdnem híres - Tom Green – Cool túra - Hugh Jackman – X-Men – A kívülállók - Ashton Kutcher – Hé haver, hol a kocsim?                                                                 | - Erika Christensen – Traffic - Aaliyah – Öld meg Rómeót! - Anna Faris – Horrorra akadva, avagy tudom, kit ettél tavaly nyárson - Piper Perabo – Sakáltanya - Zhang Ziyi – Tigris és sárkány |
| Legjobb ruha | Legjobb cameo |
| - Jennifer Lopez – A sejt - Kate Hudson – Majdnem híres - Elizabeth Hurley – A bájkeverő - Samuel L. Jackson – Shaft - Lucy Liu – Charlie angyalai | - James Van Der Beek – Horrorra akadva, avagy tudom, kit ettél tavaly nyárson - Andy Dick – Cool túra - Tom Green – Charlie angyalai - Ozzy Osbourne – Sátánka – Pokoli poronty - Bruce Springsteen – Pop, csajok satöbbi |
| Legjobb új filmkészítő | |
| - Sofia Coppola – Öngyilkos szüzek | |